# タテタカコ

タテタカコ（1978年7月24日 - ）は、日本の女性シンガーソングライター。長野県飯田市出身、在住。国立音楽大学音楽教育学科卒業。

## 概要
国立音楽大学在学中に教育実習生として訪れた母校・飯田女子高等学校で、生徒達に請われて録音していた十数曲の弾き語りがきっかけとなり、2001年頃から地元・飯田市のライブハウス「キャンバス」を中心にライブ活動を始める。
2003年秋、映画「誰も知らない」にコンビニの店員・宮嶋さなえ役で出演すると共に主題歌「宝石」を担当した。
2007年春、映画「アルゼンチンババア（原作・よしもとばなな）」の主題歌「ワスレナグサ」を担当した。
2008年2月、「君は今」（パナソニック企業CM使用曲）、3月「遠い日」（信濃毎日新聞社CM曲）、4月「人の住む街」を発表した。アルバム「敗者復活の歌」を発表した。
2009年4月と6月に、NPO「ASAC・カンボジアに学校を贈る会」の活動と協働しながら各地の学校を訪問した。

## ディスコグラフィ

### シングル
ワスレナグサ（2007年3月7日）
- ジャケットは奈良美智のイラストを使用。紙ジャケット仕様。

1. ワスレナグサ（映画「アルゼンチンババア」主題歌。原曲はアンデス民謡「花祭り」）
2. 泣き虫こよし
3. 道程（'06年「愛知県人権週間」テーマソング）

しろいうま（2008年7月25日）
- やなせたかし作詞による、初のコラボレート作品

1. しろいうま（オリジナルアニメーション「しろいうま」主題歌）
2. 星の木の下で
3. 雪解け

### ミニアルバム
へんぺいそく（2003年夏ごろ）※通信販売、ライブ会場限定
- 母校での教育実習時、学校の音楽室で録音された音源を元にCD化。

1. 夢売りおじさん
2. Happy Birthday
3. ポチ
4. サクラ
5. 今の自分
6. あの人
7. でんしゃ
8. メリークリスマス

そら（2004年7月22日）
- ジャケット写真は映画「誰も知らない」の一場面。

1. 夕立
2. 宝石（映画「誰も知らない」挿入歌）
3. 女の子
4. 太陽
5. 赤い実
6. 傷
7. あの人

裏界線（2005年2月23日）
- タイトルは故郷・飯田市の抜け道・裏界線から[1]。ジャケット写真も裏界線にて撮影した[2]。

1. ひまわり
2. 心細い時にうたう歌
3. 烙印
4. 渦
5. 雪と月と君と僕
6. 秘密の物語
7. 卑怯者

稜線の彼方へ（2005年12月21日）
1. えのぐ
2. 春風（BS-2「週刊なびTV」エンディングテーマ）
3. フルサト
4. 反抗期
5. 霧
6. 証明
7. しあわせのうた

### アルバム
イキモノタチ（2007年3月20日）
- ジャケットは藤島晃一の絵画「狼の皮を被った羊」を使用。
- 12曲目「道程」が2018年公開の映画『ミスミソウ』の主題歌として起用され、劇中にも本アルバムが重要なアイテムとして登場している。

1. ～雑踏～
2. 身ひとつ
3. 手の鳴る方へ
4. ワスレナグサ　（映画『アルゼンチンババア』主題歌）
5. 押し問答
6. 157
7. 混濁
8. 残影
9. 月
10. 雷
11. 頬杖
12. 道程　（映画『ミスミソウ』主題歌）
13. やわらかい風

敗者復活の歌（2008年4月23日）
- ジャケットは吉野有里子の切絵作品を使用。

1. -hirosaki-
2. 君は今　（パナソニック企業CMテーマソング）
3. He/]　（読み：エイチイースラッシュカッコトジ）
4. 遠い日　（信濃毎日新聞 TVCMソング　映像制作：新海誠）
5. またやっちまいました
6. 冒涜
7. 人の住む街
8. ダラケ
9. あした、僕は　（TVアニメ『スケアクロウマン』エンディングテーマ）
10. 敗者復活

Harkitek or ta ayoro（2010年4月21日）
- ジャケットは∀KIKOによる描き下ろし。

1. 祝日
2. A cloud in the far distance
3. 今日を歩く
4. 誕生日
5. A passing shower
6. 祈りの肖像
7. 峠越え
8. 白昼夢
9. innocence
10. 帰路(かえりみち)
11. 眠りつくまで

人（2013年11月3日）
1. 天地返し
2. 追憶
3. 御伽話
4. 家族
5. 永遠になる
6. 欺瞞
7. カッコウ
8. 眠る街
9. 新世界
10. 道の途中
11. ending

### ライブアルバム
羊狼（2007年9月27日）
- 2007年6月15日の品川教会ライブ録音盤。

1. えのぐ
2. 手の鳴る方へ
3. 宝石
4. 157
5. 混濁
6. ワスレナグサ
7. シャボン玉
8. 月
9. 頬杖
10. 卑怯者
11. あした、僕は 〜 道程
12. しあわせのうた

## 映画
- 誰も知らない（2004年）宮嶋さなえ役

## TVドラマ
- おもかげ（2023年3月27日、NHK BS4K；2023年5月20日、BSプレミアム）- フォーク歌手 役